# Objeto sujeto verbo
Objeto Sujeto Verbo, normalmente expresado con su abreviatura OSV, es un término que se utiliza en la tipología lingüística para designar un tipo determinado de lengua teniendo en cuenta su secuencia no marcada o neutra de componentes sintácticos.
Esta secuencia es bastante rara entre las lenguas del mundo. Algunas lenguas que la emplean son, por ejemplo, el xavante, el hixkaryána y otras lenguas amazónicas. 
A continuación, las otras permutaciones en orden de las más comunes a las menos:
- Sujeto Verbo Objeto (por ejemplo, inglés, alemán, kiswahili, chino)
- Sujeto Objeto Verbo (por ejemplo, japonés, persa, latín)
- Verbo Sujeto Objeto (por ejemplo, galés y árabe clásico)
- Verbo Objeto Sujeto (por ejemplo, fijio)
- Objeto Verbo Sujeto (por ejemplo, guarijío)

- Datos: Q1417850